# Ciutat planificada

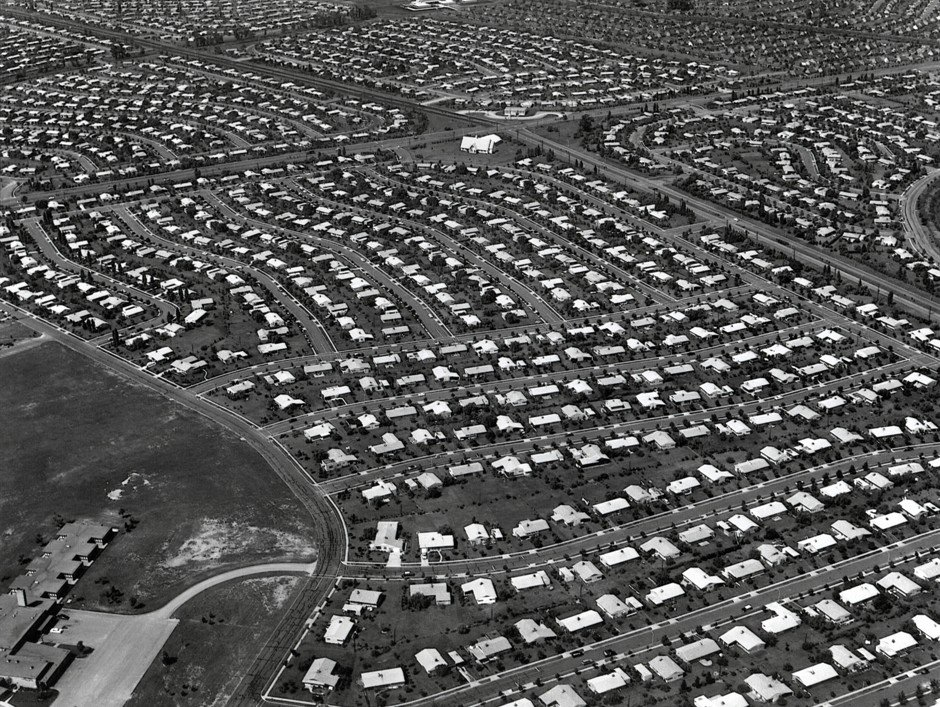
Imatge d'una ciutat planificada.

Una ciutat planificada, ciutat de nova planta o localitat planificada és una ciutat creada en un terreny prèviament no urbanitzat, amb un propòsit determinat i d'acord amb un pla urbanístic global. El seu desenvolupament depèn, doncs, d'una decisió administrativa i no del moviment natural de la població.
Els historiadors de l'antiguitat van deixar testimoni de la creació de ciutats de nova planta, normalment, ciutats palatines que reflectien la magnificència del monarca, ja que podia disposar d'arquitectes, mestres d'obres, capatassos, obrers i recursos econòmics. A l'antic Egipte, Akhenaten va ordenar construir la nova ciutat d'Akhetaton (Horitzó d'Aten) a mitjans del segle xiv aC. Una ciutat palatina de planta reticulada amb barris ordenats, que va ser abandonada després de la seva mort. La construcció de Persèpolis, capital cerimonial de l'Imperi Persa durant l'època aquemènida, va ser iniciada per Darío I cap a 512 a. C. i destruïda per Alexandre el Gran.
La colonització hel·lènica de les costes de la Mediterrània divulga el concepte de planejament urbà ordenat amb carrers ortogonals, el traçat hipodàmic, des del segle v aC a les seves noves ciutats.
Segles després, la creació de ciutats de nova planta es produeix durant els processos de colonització de noves zones; també sorgeixen ciutats d'aquest tipus quan s'intenta crear un nou centre econòmic, per exemple, Glenrothes (Escòcia), Tres Cantos (Espanya), La Plata (Argentina), Cancún (Mèxic) o Ciudad Guaiana (Veneçuela), o també centres polítics. Així, moltes capitals del món són ciutats planificades: Washington DC (Estats Units), Canberra (Austràlia), Brasília (Brasil), Nova Delhi (Índia), Putrajaya (Malàisia), Belmopan (Belize), Abuja (Nigèria), Islamabad (Pakistan) o Naypyidaw (Myanmar).